# クイド・マーネス
クイド・マーネス（Quido Mánes、Guido Manesとも、1828年7月17日 - 1880年8月5日）は、チェコの画家である。チェコで有名な画家、ヨゼフ・マーネスの弟で、風俗画を描いた。

## 略歴
プラハの多くの画家をだした家系の出身である。父親のアントニーン・マーネス(Antonín Mánes:1784-1843)は風景画家で、叔父のヴェンツェル・マーネス(Wenzel Mánes:1793-1858)も画家で、プラハの絵画学校の校長だった。兄のヨゼフ・マーネス(Josef Mánes:1820-1871)や姉のアマーリエ・マーネソーヴァー(Amalie Mánesová: 1817-1883)も画家になった。
父親や叔父の力で、10歳でプラハの美術アカデミーに入学を許され、フランティシェク・カドリーク(František Tkadlík)やクリスティアン・ルーベンに学んだ。1866年ころに兄のヨゼフ・マーネスが重病になり、画家の仕事を中断して、兄の世話をした 。1871年に兄が亡くなった後、デュッセルドルフ美術アカデミーで、風俗画を得意とするバンジャマン・ヴォーティエのもとで1年ほど学び、画家として再出発した。
兄の死後、心臓病に悩まされ、独身のまま、姉のアマーリエとともにプラハに住み、プラハで亡くなった。
兄のヨゼフ・マーネスに比べて評価は高くないとされるが、チェコの民族衣装を着た少女などの風俗画で知られている。

## 作品

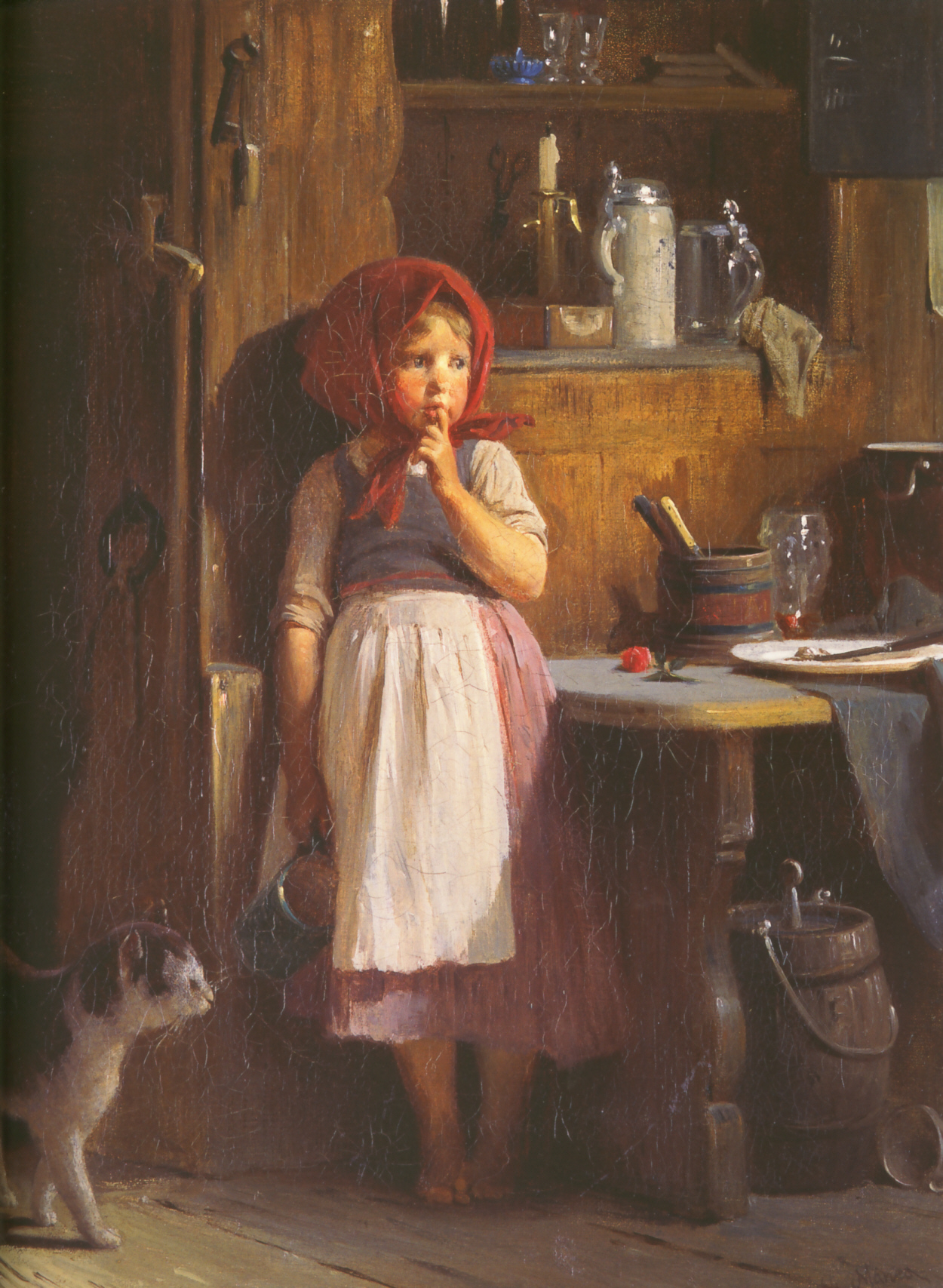
少女 (c.1860)
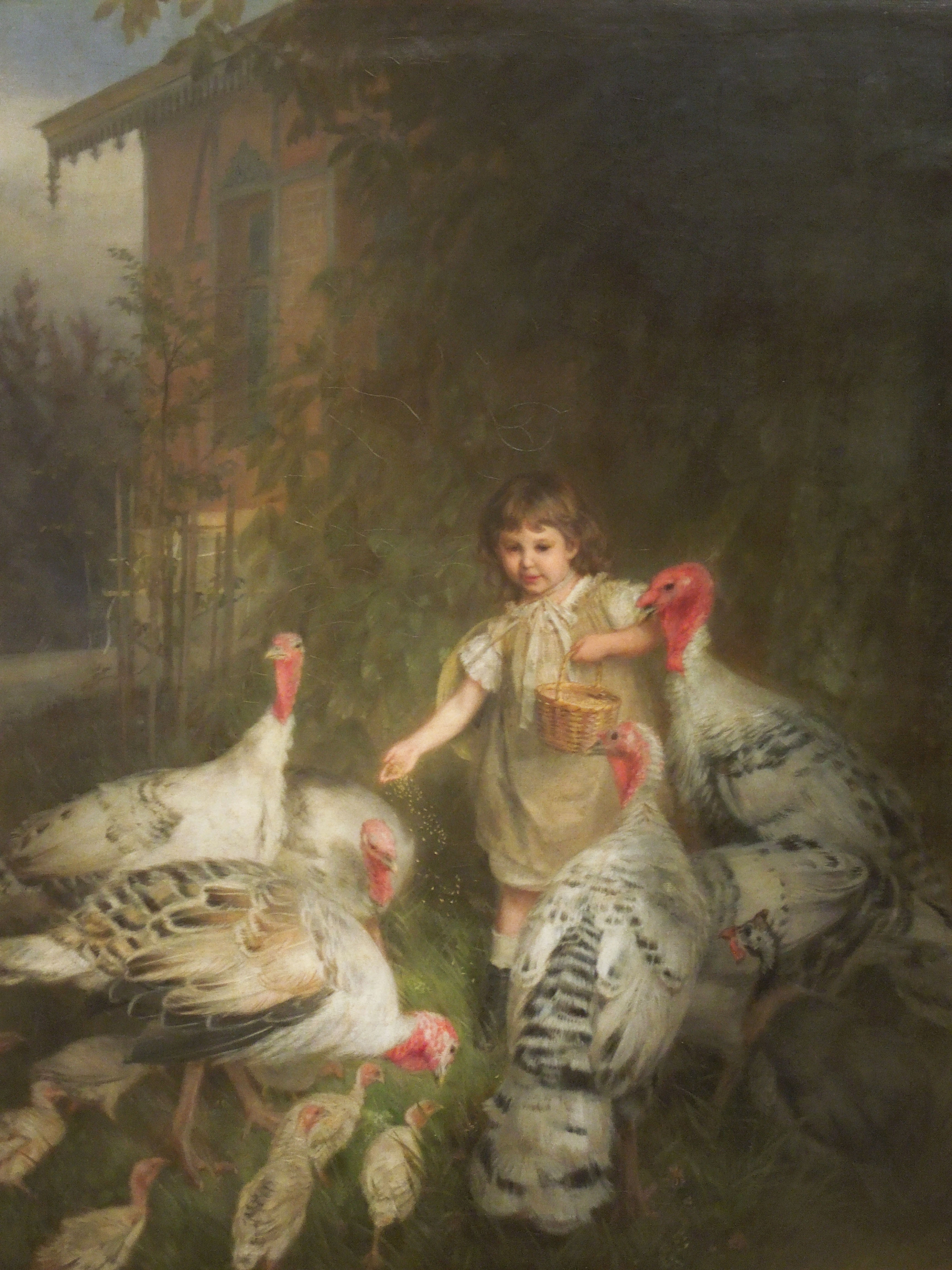
七面鳥と少女 プラハ国立美術館
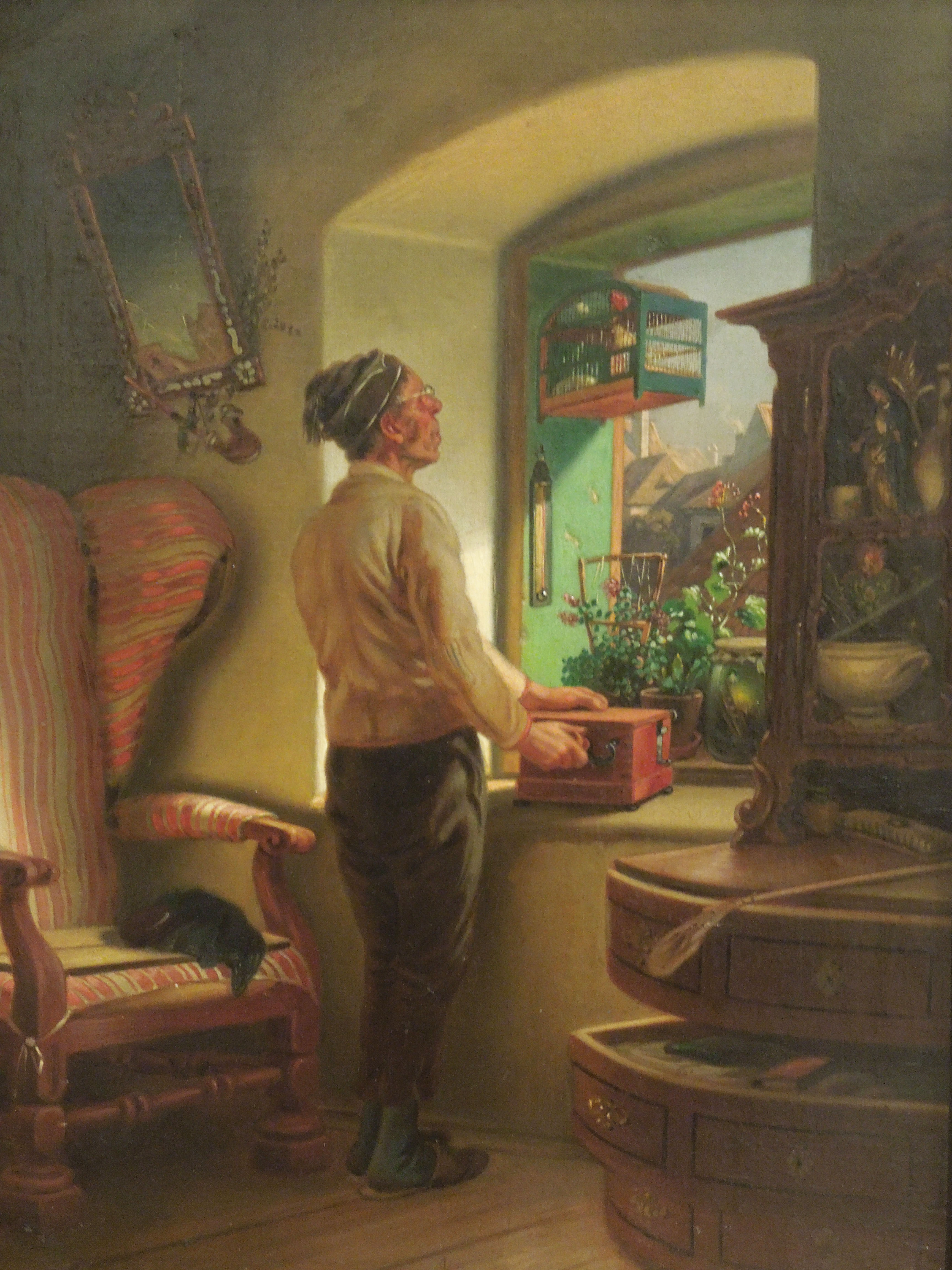
年老いた独身者　(1863) プラハ国立美術館
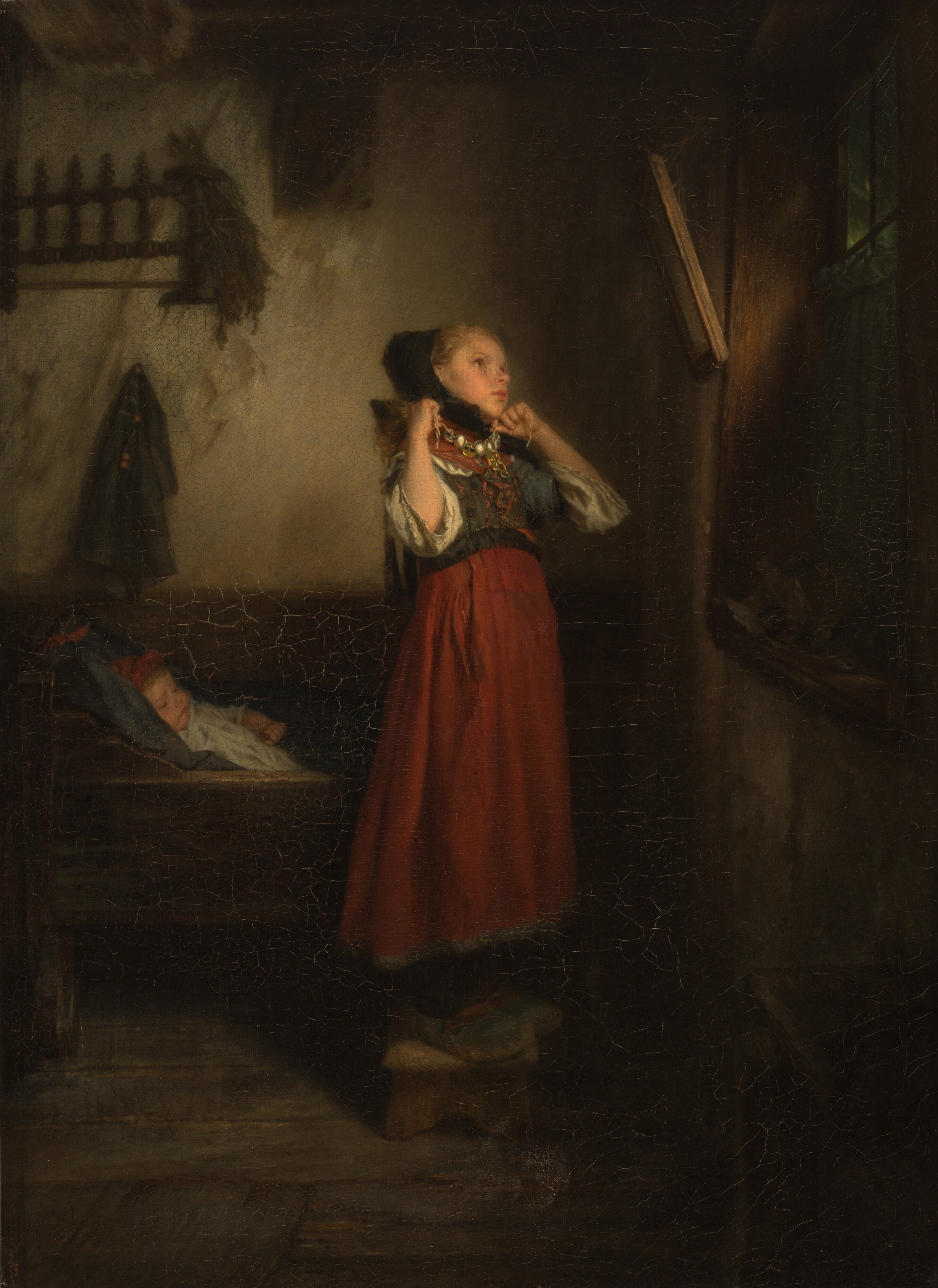
鏡の前の農家の女性 (1872) プラハ国立美術館